# OStatus

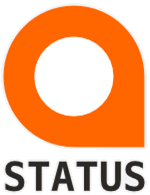
OStatus的标志

OStatus是联合微博客的开放标准，允许一个网站上的用户与另一个网站上的用户发送和接收状态更新。
该标准描述了如何使用一系列开放标准，包括Atom、Activity Streams、WebSub、Salmon、WebFinger，从而使不同的微博服务器能够几乎实时地更新用户状态。